# Resolució 160 del Consell de Seguretat de les Nacions Unides
La Resolució 160 del Consell de Seguretat de les Nacions Unides, aprovada per unanimitat el 7 d'octubre de 1960, després d'examinar l'aplicació de la Federació de Nigèria per a ser membre de les Nacions Unides, el Consell va recomanar a l'Assemblea general que la Federació de Nigèria fos admesa.